# Arpád Račko
Arpád Račko, né le 17 juillet 1930 à Szolnok en Hongrie et mort le 2 janvier 2015 à Košice en Slovaquie, est un sculpteur slovaque. Son œuvre la plus célèbre est le monument représentant les armoiries de la ville de Košice, sculpture inaugurée sur la rue Hlavná ulica (rue principale) en 2002.